# Мала сирена 3: Аријелин почетак
Мала сирена: Аријелин почетак (енгл. The Little Mermaid: Ariel's Beginning), такође познат као Мала сирена III (енгл. The Little Mermaid III), амерички је анимирани филм компаније Волт Дизни из 2008. године. Он је следећи филм након Мала сирена II: Повратак у море, али се радња дешава пре догађаја из првог филма из 1989. године. Нека дешавања се надовезују на причу из цртане серије Мала сирена.

## Радња
Краљ Тритон и његова жена, краљица Афина, владају морским краљевством, Атлантиком, уз песму и смех. Они имају седам младих кћерки: Аквата, Андријана, Ариста, Атина, Адела, Алана и најмлаћу од свих — Аријел. Једног дана, породица се одмара у лагуни изнад воде и Тритон даје музичку кутију Афини. Међутим, тада се појављује пиратски брод и сви крећу да беже; Афина се сети да је заборавила музичку кутију и враћа се по њу. Након што ју је узела — брод је ударио у камен на ком је она била и тада је умрла. Сломљен након смрти своје жене, Тритон налази музичку кутију и баца је далеко. Од тада је музика забрањена у Атлантики.
Десет година касније, Аријел и њене сестре живе под стриктном рутином Марине дел Реј и њеног асистента, Бенџамина. Марина мрзи свој посао као чуварка девојака и жели посао који има Себастијан — аташе. Аријел се не свиђа живот који живи и због тога се свађа са Тритоном. Упознаје са са Иверком, који јој показује тајни музички клуб испод земље. Аријел је уживала тамо и зачудила се када је видела Себастијана како наступа са осталим рибама на позорници. Када су сви угледали Аријел престали су да свирају, мислећи да ће их она одати свом оцу, краљу Тритону који је забранио музику. Након тога Аријел пева песму и постаје члан музичког клуба.
Аријел се враћа у палату и њене сестре је питају где је била. Аријел им објашњава све из музичког клуба у ком је била и следеће ноћи су се принцезе отишле са њом. Након што је приметила да их нема, Марина их налази у музичком клубу и све говори Тритону након чега он тамо иде и уништава клуб својим трозупцем. Себастијан, Иверко и бенд су у затвору, а Марина добија посао који је желела. Тритон казни све кћерке зато што су ишле тамо, а Аријел пита оца зашто је музика уопште забрањена, на шта јој он одговара: "Неће бити музике у мом краљевству". Љута, Аријел каже да њена мајка не би желела да музика икада буде забрањена. Након тога она иде у своју собу са својим сестрама. Те ноћи она напушта Атлантику и ослобађа своје пријатеље из затвора. Себастијан их води на место много далеко од Тритонове палате и тамо Аријел налази Афинину музичку кутију коју јој је Тритон поклонио, баш како се Себастијан надао. Себастијан и Аријел одлучују да се врате у палату како би показали Тритону музичку кутију, надајући се да ће се предомислити, пошто се није сећао како је то бити срећан после Афинине смрти.
На путу назад, сусрећу се са Марином и њеним поданицима, морским јегуљама. Марина жели да их заустави како би задржала свој посао. Марина и Себастијан се боре; Аријел помаже Себастијану и бива ударена од стране Марине, након чега долази Тритон и види својим очима шта се десило и себе криви због тога. Он пева песму коју је Афина певала и Аријел се опоравља. Краљ Тритон враћа музику у Атлантику и именује Себастијана као првог композитора Атлантике, због чега су сви срећни. Сви уживају у музици осим Марине која је послата у затвор.